# Dystrykt Agona
Dystrykt Agona – dawny dystrykt w Regionie  Centralnym w Ghanie. W wyniku reformy administracyjnej na przełomie lat 2007 i 2008 zmienił nazwę na Agona West i status dystryktu zwykłego na miejski.